# Bandar Al-Ahbabi
Bandar Mohammed Saleh Al-Ahbabi (en árabe: بندر محمد صالح الأحبابي‎; Al Ain, Emiratos Árabes Unidos; 9 de julio de 1990) es un futbolista emiratí. Juega de extremo y de lateral derecho, y su equipo actual es el Al Ain de la Liga Árabe del Golfo.

## Selección nacional
Es internacional absoluto con la selección de los Emiratos Árabes Unidos. Debutó el 11 de junio de 2015 en un amistoso contra Corea del Sur, los coreanos ganaron por 3-0.

## Clubes
| Club       | País                   | Año       |
| ---------- | ---------------------- | --------- |
| Al Ain     | Emiratos Árabes Unidos | 2010-2012 |
| Al-Dhafra  | Emiratos Árabes Unidos | 2012-2014 |
| Baniyas SC | Emiratos Árabes Unidos | 2014-2016 |
| Al Ain     | Emiratos Árabes Unidos | 2016-Act. |

## Palmarés

### Títulos nacionales
| Título                                  | Club   | País                   | Año     |
| --------------------------------------- | ------ | ---------------------- | ------- |
| Liga Árabe del Golfo                    | Al Ain | Emiratos Árabes Unidos | 2017-18 |
| Liga Árabe del Golfo                    | Al Ain | Emiratos Árabes Unidos | 2011-12 |
| Supercopa de los Emiratos Árabes Unidos | Al Ain | Emiratos Árabes Unidos | 2017-18 |